# Manbuta turbida
Manbuta turbida är en fjärilsart som beskrevs av Butler 1879. Manbuta turbida ingår i släktet Manbuta och familjen nattflyn. Inga underarter finns listade i Catalogue of Life.